# The Law of His Kind
The Law of His Kind est un film muet américain réalisé par Frank Lloyd et sorti en 1914.

## Synopsis
L'histoire d'un colonel pour qui l'honneur compte beaucoup et qui aidera son neveu à faire les bons choix.

## Fiche technique
- Titre : The Law of His Kind
- Réalisation : Frank Lloyd
- Scénario : Phil Walsh
- Production : Rex Motion Picture Company
- Distribution : Universal Film Manufacturing Company
- Genre : Film dramatique
- Date de sortie :
  - États-Unis : 12 février 1914

## Distribution
- Herbert Rawlinson : Lieutenant Pritchard
- Cleo Madison : Nina, l'aventurière
- Rex De Rosselli : le colonel
- Hazel Reid
- Frank Lloyd : Ian McGregor